# Варламовка (Днепропетровская область)
Варламовка (укр. Варламівка) — село в Павлоградском районе Днепропетровской области Украины. До 19 июля 2020 года входило в состав Юрьевского района.
Код КОАТУУ — 1225981003. Население по переписи 2001 года составляло 7 человек.

## Географическое положение
Село Варламовка находится на левом берегу реки Литовщина в месте впадения её в реку Малая Терновка,
выше по течению на расстоянии в 2 км расположено село Василевка,
на противоположном берегу — село Марьевка (Лозовский район),
на противоположном берегу реки Малая Терновка — село Кондратовка.
Через село проходит автомобильная дорога Т-2107.